# Taddervikke
Taddervikke (Vicia tetrasperma), ofte skrevet tadder-vikke, er en plante i ærteblomst-familien. I Danmark findes taddervikke hist og her på Øerne på agerjord, skrænter, ved vejkanter og i klitter, mens den er sjælden eller helt manglende i Jylland.